# Związek Młodzieży Rosyjskiej
Związek Młodzieży Rosyjskiej (ros. Союз Русской Молодежи, SRM) – białoruska kolaboracyjna organizacja młodzieżowa na okupowanych obszarach rosyjskich pod koniec II wojny światowej.
Związek został utworzony 7 maja 1944 r. w Borysowie. Faktycznie powstał z inicjatywy Niemców. Na zebraniu założycielskim - oprócz przedstawicieli III Rzeszy - byli też kierownik okręgu borysowskiego Aleksiejewski, kapitan Rosyjskiej Armii Wyzwoleńczej (ROA) Jewgienij Łazariew oraz Michaił Hańko i Nadzieja Abramowa, stojący na czele Związku Młodzieży Białoruskiej. Jewgienij Łazariew został wybrany przewodniczącym SRM. Jej organizacja była wzorowana na organizacji Hitlerjugend. Do Związku przyjmowano młodzież w wieku od 10 do 20 lat, podzielonych na 3 grupy wiekowe. W wyniku ofensywy Armii Czerwonej w czerwcu 1944 r. działalność Związku została zakończona.